# Buchá
Buchá (arabsky بخا‎, Buḫā‎ ) je ománské město a vilájet na poloostrově Musandam náležící do guvernorátu téhož názvu. Při sčítání lidu v roce 2003 zde žilo 2 839 lidí. Pod správu Buchy spadá přibližně 86 vesnic.
Buchá disponuje několika turistickými atrakcemi. Jednou z nich je pevnost al Bilád postavená v roce 1250 po hidžře (podle islámského kalendáře) situovaná ve středu vilájetu. Další pevnost, al Kalá, se nachází na vrcholu blízké hory a je dobře viditelná z okolí. Na západě vilájetu stojí spolu se dvěma věžema zřícená mešita. Turisticky atraktivní jsou rovněž jeskyně v lokálních horách.
Zdejší důležitá zaměstnání jsou kovářství a zemědělectví, které se stará o produkci citrusových plodů, datlí a jiného ovoce. Tradiční průmysl tvoří rybolov a řemeslná výroba z listí.